# My Life Be Like
„My Life Be Like” (znany jako „My Life Be Like (Ooh Ahh)” lub „Ooh Ahh”) – singel amerykańskiej grupy hip-hopowej GRITS z jej czwartego albumu studyjnego The Art of Translation.

## Wykorzystanie w filmach
Singel został wykorzystany w filmach Szybcy i wściekli: Tokio Drift i Agent XXL 2 oraz w serialach My Super Sweet 16 i The Buried Life.

## Sprzedaż
6 października 2010 roku poinformowano, że singel za pośrednictwem dystrybucji elektronicznej został pobrany ponad 500 000 razy.